# Élections législatives de 2017 dans la Haute-Saône
Les élections législatives françaises de 2017 se déroulent les 11 et 18 juin 2017. Dans le département de la Haute-Saône, deux députés sont à élire dans le cadre de deux circonscriptions.

## Élus
| Circonscription                                 | Député sortant        | Parti | Parti | Député élu ou réélu   | Parti | Parti |
| ----------------------------------------------- | --------------------- | ----- | ----- | --------------------- | ----- | ----- |
| 1re                                             | Alain Chrétien*       |       | LR    | Barbara Bessot Ballot |       | LREM  |
| 2e                                              | Jean-Michel Villaumé* |       | PS    | Christophe Lejeune    |       | LREM  |
| * député sortant ne se représentant pas en 2017 |                       |       |       |                       |       |       |

## Rappel des résultats départementaux des élections de 2012
| Parti          | Parti                             | Premier tour | Premier tour | Second tour | Second tour | Sièges |
| Parti          | Parti                             | Voix         | %            | Voix        | %           | Sièges |
| -------------- | --------------------------------- | ------------ | ------------ | ----------- | ----------- | ------ |
|                | Parti socialiste                  | 39 195       | 34,50        | 54 147      | 48,44       | 1      |
|                | Europe Écologie Les Verts         | 2 418        | 2,13         |             |             | 0      |
|                | Divers gauche dont MRC            | 2 319        | 2,04         | 0           |             |        |
|                | Majorité présidentielle           | 43 932       | 38,67        | 54 147      | 48,44       | 1      |
|                |                                   |              |              |             |             |        |
|                | Union pour un mouvement populaire | 41 820       | 36,81        | 57 627      | 51,56       | 1      |
|                | Alliance centriste                | 890          | 0,78         |             |             | 0      |
|                | Divers droite dont DLR et PCD     | 563          | 0,50         | 0           |             |        |
|                | Droite parlementaire              | 43 273       | 38,09        | 57 627      | 51,56       | 1      |
|                |                                   |              |              |             |             |        |
|                | Front national                    | 17 836       | 15,70        |             |             | 0      |
|                | Front de gauche                   | 4 018        | 3,54         | 0           |             |        |
|                | Mouvement démocrate               | 2 126        | 1,87         | 0           |             |        |
|                | Extrême gauche dont LO et NPA     | 927          | 0,82         | 0           |             |        |
|                | Extrême droite                    | 860          | 0,76         | 0           |             |        |
|                | Mouvement écologiste indépendant  | 647          | 0,57         | 0           |             |        |
|                |                                   |              |              |             |             |        |
| Inscrits       | Inscrits                          | 180 796      | 100,00       | 180 782     | 100,00      | 2      |
| Abstentions    | Abstentions                       | 65 066       | 35,99        | 64 281      | 35,56       |        |
| Votants        | Votants                           | 115 730      | 64,01        | 116 501     | 64,44       |        |
| Blancs et nuls | Blancs et nuls                    | 2 111        | 1,82         | 4 727       | 4,06        |        |
| Exprimés       | Exprimés                          | 113 619      | 98,18        | 111 774     | 95,94       |        |

## Résultats

### Analyse
Tout comme à l'échelle nationale, la Haute-Saône devait s'attendre à des changements politiques profonds avec de nouveaux mouvements ou des partis d'une ampleur nouvelle : le changement s'annonçait déjà avant les élections par la non-candidature des sortants : le "républicain" Alain Chrétien et le socialiste Jean-Michel Villaumé (dont la succession ne sera même pas assurée par un socialiste puisque le PS ne présente pas de candidat à sa succession).
La République en marche réalise donc un grand chelem en emportant les deux circonscriptions avec des scores avoisinant les 60 % bien supérieurs à ceux de la présidentielle d'Emmanuel Macron qui s'était même retrouvé battu de peu dans la deuxième circonscription. Les scores sont donc meilleurs qu'à la présidentielle pour le mouvement présidentiel, par opposition au FN qui était à chaque fois opposé à En marche !. En effet, les candidats FN perdent 6 à 8 points par rapport au score de Marine Le Pen en avril.
À droite, les divisions entre la candidate dissidente des Républicains, Marie Breton, suppléée par le sortant Alain Chrétien et le candidat investi, ont eu raison de leurs chances d'arriver au second tour et la candidate LR dans la deuxième circonscription se fait distancer de plus de 2 000 voix par le FN.
À gauche, les résultats sont faibles : la France insoumise dépasse difficilement la barre des 10 % au niveau départemental (alors que Jean-Luc Mélenchon avait atteint 18 % en avril) et le PS, absent de la deuxième circonscription, ne récolte qu'un score médiocre largement distancé par le candidat insoumis. 

### Résultats à l'échelle du département
|                                                 |                           |                           |                           |                          |                          |
|                                                 |                           | Premier tour 11 juin 2017 | Premier tour 11 juin 2017 | Second tour 18 juin 2017 | Second tour 18 juin 2017 |
|                                                 |                           |                           |                           |                          |                          |
|                                                 |                           | Nombre                    | % des inscrits            | Nombre                   | % des inscrits           |
| Inscrits                                        | Inscrits                  | 179 208                   | 100,00                    | 179 183                  | 100,00                   |
| Abstentions                                     | Abstentions               | 83 555                    | 46,62                     | 91 075                   | 50,83                    |
| Votants                                         | Votants                   | 95 653                    | 53,38                     | 88 108                   | 49,17                    |
|                                                 |                           |                           | % des votants             |                          | % des votants            |
| Bulletins blancs                                | Bulletins blancs          | 1 679                     | 1,76                      | 6 365                    | 7,22                     |
| Bulletins nuls                                  | Bulletins nuls            | 1 200                     | 1,25                      | 4 104                    | 4,66                     |
| Suffrages exprimés                              | Suffrages exprimés        | 92 774                    | 96,99                     | 77 639                   | 88,12                    |
|                                                 |                           |                           |                           |                          |                          |
| Étiquette politique                             | Étiquette politique       | Voix                      | % des exprimés            | Voix                     | % des exprimés           |
|                                                 |                           |                           |                           |                          |                          |
|                                                 | La République en marche   | 28 238                    | 30,44                     | 45 470                   | 58,57                    |
|                                                 | Front national            | 18 203                    | 19,62                     | 32 169                   | 41,43                    |
|                                                 | Les Républicains          | 12 891                    | 13,90                     |                          |                          |
|                                                 | La France insoumise       | 9 691                     | 10,45                     |                          |                          |
|                                                 | Divers droite             | 8 135                     | 8,77                      |                          |                          |
|                                                 | Divers                    | 4 715                     | 5,08                      |                          |                          |
|                                                 | Écologiste                | 3 628                     | 3,91                      |                          |                          |
|                                                 | Parti socialiste          | 2 256                     | 2,43                      |                          |                          |
|                                                 | Debout la France          | 1 704                     | 1,84                      |                          |                          |
|                                                 | Parti communiste français | 1 377                     | 1,48                      |                          |                          |
|                                                 | Extrême droite            | 1 121                     | 1,21                      |                          |                          |
|                                                 | Extrême gauche            | 815                       | 0,88                      |                          |                          |
| Source : Ministère de l'Intérieur - Haute-Saône |                           |                           |                           |                          |                          |

### Résultats par circonscription

#### Première circonscription
Député sortant : Alain Chrétien (Les Républicains).
|                                                                                | |                           |                           |                          |                          |
|                                                                                | | Premier tour 11 juin 2017 | Premier tour 11 juin 2017 | Second tour 18 juin 2017 | Second tour 18 juin 2017 |
|                                                                                | |                           |                           |                          |                          |
|                                                                                | | Nombre                    | % des inscrits            | Nombre                   | % des inscrits           |
| Inscrits                                                                       | Inscrits | 88 466                    | 100,00                    | 88 459                   | 100,00                   |
| Abstentions                                                                    | Abstentions | 40 391                    | 45,66                     | 44 263                   | 50,04                    |
| Votants                                                                        | Votants | 48 075                    | 54,34                     | 44 196                   | 49,96                    |
|                                                                                | |                           | % des votants             |                          | % des votants            |
| Bulletins blancs                                                               | Bulletins blancs                                                                                                   | 714                       | 1,49                      | 3 164                    | 7,16                     |
| Bulletins nuls                                                                 | Bulletins nuls | 502                       | 1,04                      | 1 915                    | 4,33                     |
| Suffrages exprimés                                                             | Suffrages exprimés                                                                                                 | 46 859                    | 97,47                     | 39 117                   | 88,51                    |
|                                                                                | |                           |                           |                          |                          |
| Candidat Étiquette politique (partis et alliances)                             | Candidat Étiquette politique (partis et alliances)                                                                 | Voix                      | % des exprimés            | Voix                     | % des exprimés           |
|                                                                                | |                           |                           |                          |                          |
|                                                                                | Barbara Bessot Ballot La République en marche                                                                      | 13 390                    | 28,58                     | 23 128                   | 59,13                    |
|                                                                                | Léonie Cugnot Front national                                                                                       | 9 029                     | 19,27                     | 15 989                   | 40,87                    |
|                                                                                | Marie Breton Divers droite                                                                                         | 8 135                     | 17,36                     |                          |                          |
|                                                                                | Dimitri Doussot Les Républicains                                                                                   | 5 840                     | 12,46                     |                          |                          |
|                                                                                | François Froidurot La France insoumise                                                                             | 4 237                     | 9,04                      |                          |                          |
|                                                                                | Laurent Ricard Parti socialiste                                                                                    | 2 256                     | 4,81                      |                          |                          |
|                                                                                | Corinne Guyonnet Europe Écologie Les Verts                                                                         | 1 259                     | 2,69                      |                          |                          |
|                                                                                | Marc Mantovani Debout la France                                                                                    | 796                       | 1,70                      |                          |                          |
|                                                                                | Philippe Bazeau Écologiste (Mouvement écologiste indépendant - Confédération pour l'homme, l'animal et la planète) | 449                       | 0,96                      |                          |                          |
|                                                                                | Cyril Morlot Parti communiste français                                                                             | 443                       | 0,95                      |                          |                          |
|                                                                                | Rémi Breney Divers                                                                                                 | 415                       | 0,89                      |                          |                          |
|                                                                                | Martine Buffet Divers (Union populaire républicaine)                                                               | 310                       | 0,66                      |                          |                          |
|                                                                                | Thérèse Garret Lutte ouvrière                                                                                      | 300                       | 0,64                      |                          |                          |
| Source : Ministère de l'Intérieur - Première circonscription de la Haute-Saône | |                           |                           |                          |                          |

#### Deuxième circonscription
Député sortant : Jean-Michel Villaumé (Parti socialiste).
|                                                                                |                                                                        |                           |                           |                          |                          |
|                                                                                |                                                                        | Premier tour 11 juin 2017 | Premier tour 11 juin 2017 | Second tour 18 juin 2017 | Second tour 18 juin 2017 |
|                                                                                |                                                                        |                           |                           |                          |                          |
|                                                                                |                                                                        | Nombre                    | % des inscrits            | Nombre                   | % des inscrits           |
| Inscrits                                                                       | Inscrits                                                               | 90 736                    | 100,00                    | 90 724                   | 100,00                   |
| Abstentions                                                                    | Abstentions                                                            | 43 159                    | 47,57                     | 46 812                   | 51,60                    |
| Votants                                                                        | Votants                                                                | 47 577                    | 52,43                     | 43 912                   | 48,40                    |
|                                                                                |                                                                        |                           | % des votants             |                          | % des votants            |
| Bulletins blancs                                                               | Bulletins blancs                                                       | 965                       | 2,03                      | 3 201                    | 7,29                     |
| Bulletins nuls                                                                 | Bulletins nuls                                                         | 697                       | 1,46                      | 2 189                    | 4,98                     |
| Suffrages exprimés                                                             | Suffrages exprimés                                                     | 45 915                    | 96,51                     | 38 522                   | 87,73                    |
|                                                                                |                                                                        |                           |                           |                          |                          |
| Candidat Étiquette politique (partis et alliances)                             | Candidat Étiquette politique (partis et alliances)                     | Voix                      | % des exprimés            | Voix                     | % des exprimés           |
|                                                                                |                                                                        |                           |                           |                          |                          |
|                                                                                | Christophe Lejeune La République en marche                             | 14 848                    | 32,34                     | 22 342                   | 58,00                    |
|                                                                                | Maurice Monnier Front national                                         | 9 174                     | 19,98                     | 16 180                   | 42,00                    |
|                                                                                | Isabelle Géhin Les Républicains (Union des démocrates et indépendants) | 7 051                     | 15,36                     |                          |                          |
|                                                                                | Isabelle Haismann-Febvay La France insoumise                           | 5 454                     | 11,88                     |                          |                          |
|                                                                                | Claude Marconot Divers                                                 | 3 367                     | 7,33                      |                          |                          |
|                                                                                | Marie-Claire Thomas Europe Écologie Les Verts                          | 1 477                     | 3,22                      |                          |                          |
|                                                                                | Christophe Devillers Extrême droite (Parti de la France)               | 1 121                     | 2,44                      |                          |                          |
|                                                                                | Quentin Hafekost Parti communiste français                             | 934                       | 2,03                      |                          |                          |
|                                                                                | Patrick Adam Debout la France                                          | 908                       | 1,98                      |                          |                          |
|                                                                                | Daniel Rouillon Lutte ouvrière                                         | 515                       | 1,12                      |                          |                          |
|                                                                                | Mario Gheza Écologiste (Alliance écologiste indépendante)              | 443                       | 0,96                      |                          |                          |
|                                                                                | Hélène Petitjean Divers (Union populaire républicaine)                 | 395                       | 0,86                      |                          |                          |
|                                                                                | Fatih Guvenc Divers (Parti égalité et justice)                         | 228                       | 0,50                      |                          |                          |
| Source : Ministère de l'Intérieur - Deuxième circonscription de la Haute-Saône |                                                                        |                           |                           |                          |                          |